# Acokanthera
Ouabaio (Acokanthera) é um género botânico pertencente à família Apocynaceae.\

## Espécies
- Acokanthera laevigata
- Acokanthera oblongifolia
- Acokanthera oppositifolia
- Acokanthera rotundata
- Acokanthera schimperi